# Cognac

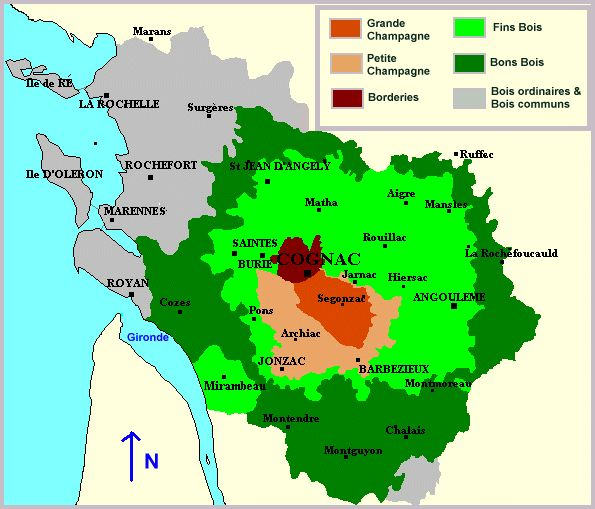
Cognac

Cognac – miejscowość i gmina we Francji, w regionie Nowa Akwitania, w departamencie Charente, nad rzeką Charente. Ośrodek produkcji koniaku.
W Cognac urodził się król Franciszek I.
Według danych na rok 2014 gminę zamieszkiwało 18 717 osób, a gęstość zaludnienia wynosiła 1208 osób/km² (wśród 1467 gmin regionu Poitou-Charentes Cognac plasował się na 8. miejscu pod względem liczby ludności, natomiast pod względem powierzchni na miejscu 559.).

## Miasta partnerskie
Cognac utrzymuje kontakty partnerskie z następującymi miastami:
- Stany Zjednoczone Denison w Teksasie,
- Niemcy Königswinter,
- Wielka Brytania Perth w Szkocji[2]
- Hiszpania Valdepeñas,